# カフェ・オレンジ〜スウィング・アウト・シスター
『カフェ・オレンジ〜スウィング・アウト・シスター』は英国のバンド、スウィング・アウト・シスターが2002年に発売したベスト・アルバム。

## 解説
南国のリゾート・カフェによく似合うカフェ・エッセンスのある曲だけを集めたアルバム。

## 収録曲
1. セイム・ガール
2. フォーエヴァー・ブルー
3. ラ・ラ・ミーンズ・アイ・ラヴ・ユー
4. サムホエア・イン・ザ・ワールド
5. フールド・バイ・ア・スマイル
6. ユー・オン・マイ・マインド
7. インコンプリート・ウィズアウト・ユー
8. ブレイクアウト
9. ドント・ギヴ・アップ・オン・ア・グッド・シング
10. ホエア・イン・ザ・ワールド
11. ベター・メイク・イット・ベター
12. ママ・ディドント・レイズ・ノー・フール
13. ウェイティング・ゲーム
14. ゲット・イン・タッチ・ウィズ・ユアセルフ
15. あなたにいてほしい
16. プレシャス・ワーズ
17. ヒアー・アンド・ナウ
18. ラヴ・チャイルド